# Karl Albiker

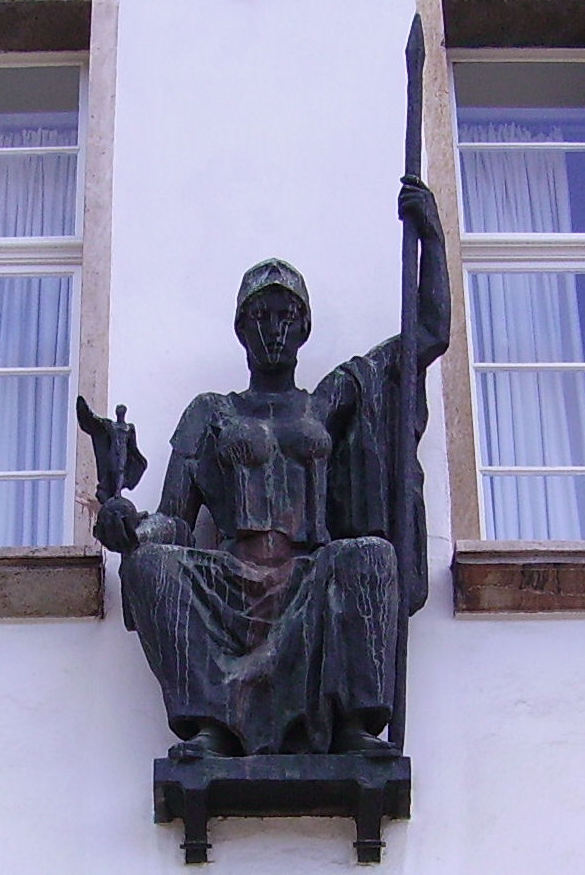
Dem lebendigen Geist av Albiker, staty av Athena i Heidelberg (1931)

Karl Albiker, född 16 september 1878, död 26 februari 1961, var en tysk bildhuggare.

## Biografi
Albiker studerade i Karlsruhe, Paris, München och Rom. Han blev efter tjänstgöring i första världskriget professor vid Dresdens konstakademi. Hans arbeten i marmor, brons och terrakotta utmärker sig för en sträng plastisk stil, frisk uppfattning, livfull realism och klar karaktärsskildring.
Bland hans verk märks hans gotiskt uttrycksfulla träfigurer Den helige Sebastian (1920-26) i Albertinum, Dresden, och hans gripande monument i brons över stupade soldater (1926) i Greiz.